# Liste der Torschützenkönige der Primera División Profesional de Uruguay
Die folgende Liste liefert eine Übersicht über diejenigen Spieler der Primera División genannten höchsten Spielklasse im Fußball Uruguays, die in der jeweils aufgeführten Spielzeit die meisten Tore erzielt haben.
| Spielzeit | Spieler                | Verein                                    | Tore |
| --------- | ---------------------- | ----------------------------------------- | ---- |
| 1932      | Juan Labraga           | Rampla Juniors                            | 17   |
| 1933      | Juan Pedro Young       | Peñarol Montevideo                        | 33   |
| 1934      | Aníbal Ciocca          | Nacional Montevideo                       | 13   |
| 1935      | Antonio Castaldo       | Nacional Montevideo                       | 12   |
| 1936      | Aníbal Ciocca          | Nacional Montevideo                       | 14   |
| 1937      | Horacio Tellechea      | Peñarol Montevideo                        | 16   |
| 1938      | Atilio García          | Nacional Montevideo                       | 20   |
| 1939      | Atilio García          | Nacional Montevideo                       | 22   |
| 1940      | Atilio García          | Nacional Montevideo                       | 18   |
| 1941      | Atilio García          | Nacional Montevideo                       | 23   |
| 1942      | Atilio García          | Nacional Montevideo                       | 19   |
| 1943      | Atilio García          | Nacional Montevideo                       | 18   |
| 1944      | Atilio García          | Nacional Montevideo                       | 21   |
| 1945      | Nicolás Falero         | Peñarol Montevideo                        | 20   |
| 1945      | Raúl Schiaffino        | Peñarol Montevideo                        | 20   |
| 1946      | Atilio García          | Nacional Montevideo                       | 21   |
| 1947      | Nicolás Falero         | Central Español FC                        | 17   |
| 1948      | Óscar O. Míguez        | Peñarol Montevideo                        | 8    |
| 1949      | Óscar O. Míguez        | Peñarol Montevideo                        | 20   |
| 1950      | Juan Orlandi           | Nacional Montevideo                       | 14   |
| 1951      | Juan E. Hohberg        | Peñarol Montevideo                        | 17   |
| 1952      | Jorge Enrico           | Nacional Montevideo                       | 15   |
| 1953      | Juan E. Hohberg        | Peñarol Montevideo                        | 17   |
| 1954      | Juan Romay             | Peñarol Montevideo                        | 12   |
| 1955      | Javier Ambrois         | Nacional Montevideo                       | 17   |
| 1956      | Carlos Carranza        | CA Cerro                                  | 18   |
| 1957      | Walter Hernández       | Defensor Sporting                         | 16   |
| 1958      | Manuel Pedersen        | Rampla Juniors                            | 12   |
| 1959      | Víctor Guaglianone     | Montevideo Wanderers                      | 13   |
| 1960      | Ángel Cabrera          | Peñarol Montevideo                        | 14   |
| 1961      | Alberto Spencer        | Peñarol Montevideo                        | 18   |
| 1962      | Alberto Spencer        | Peñarol Montevideo                        | 16   |
| 1963      | Pedro Rocha            | Peñarol Montevideo                        | 18   |
| 1964      | Héctor Salvá           | Rampla Juniors                            | 12   |
| 1965      | Pedro Rocha            | Peñarol Montevideo                        | 15   |
| 1966      | Araquem de Melo        | Danubio FC                                | 12   |
| 1967      | Alberto Spencer        | Peñarol Montevideo                        | 11   |
| 1968      | Alberto Spencer        | Peñarol Montevideo                        | 8    |
| 1968      | Pedro Rocha            | Peñarol Montevideo                        | 8    |
| 1968      | Rubén García           | CA Cerro                                  | 8    |
| 1968      | Rubén Bareño           | Cerro                                     | 8    |
| 1969      | Luis Artime            | Nacional Montevideo                       | 24   |
| 1970      | Luis Artime            | Nacional Montevideo                       | 21   |
| 1971      | Luis Artime            | Nacional Montevideo                       | 16   |
| 1972      | Juan Carlos Mamelli    | Nacional Montevideo                       | 20   |
| 1973      | Fernando Morena        | Peñarol Montevideo                        | 23   |
| 1974      | Fernando Morena        | Peñarol Montevideo                        | 27   |
| 1975      | Fernando Morena        | Peñarol Montevideo                        | 34   |
| 1976      | Fernando Morena        | Peñarol Montevideo                        | 18   |
| 1977      | Fernando Morena        | Peñarol Montevideo                        | 19   |
| 1978      | Fernando Morena        | Peñarol Montevideo                        | 36   |
| 1979      | Waldemar Victorino     | Nacional Montevideo                       | 19   |
| 1980      | Jorge Siviero          | Institución Atlética Sud América          | 19   |
| 1981      | Rubén Paz              | Peñarol Montevideo                        | 17   |
| 1982      | Fernando Morena        | Peñarol Montevideo                        | 17   |
| 1983      | Arsenio Luzardo        | Nacional Montevideo                       | 13   |
| 1984      | José Ignacio Villareal | Central Español FC                        | 18   |
| 1985      | Antonio Alzamendi      | Peñarol Montevideo                        | 13   |
| 1986      | Juan Ramón Carrasco    | Nacional Montevideo                       | 11   |
| 1986      | Gerardo Miranda        | Defensor Sporting                         | 11   |
| 1987      | Gerardo Miranda        | Defensor Sporting                         | 13   |
| 1988      | Rubén F. Da Silva      | Danubio FC                                | 23   |
| 1989      | Johnny Miqueiro        | Club Atlético Progreso                    | 7    |
| 1989      | Óscar Quagliata        | Huracán Buceo                             | 7    |
| 1989      | Diego Aguirre          | Peñarol Montevideo                        | 7    |
| 1990      | Adolfo Barán           | Peñarol Montevideo                        | 13   |
| 1991      | Julio C. Dely Valdés   | Nacional Montevideo                       | 16   |
| 1992      | Julio C. Dely Valdés   | Nacional Montevideo                       | 13   |
| 1993      | Wilmar Cabrera         | Huracán Buceo                             | 12   |
| 1993      | Marcelo Otero          | Peñarol Montevideo                        | 12   |
| 1994      | Darío Silva            | Peñarol Montevideo                        | 19   |
| 1994      | Osvaldo Canobbio       | Nacional Montevideo                       | 19   |
| 1995      | Juan A. González       | Nacional Montevideo                       | 16   |
| 1996      | Juan A. González       | Nacional Montevideo                       | 13   |
| 1997      | Pablo Bengoechea       | Peñarol Montevideo                        | 10   |
| 1998      | Martín Rodríguez       | River Plate Montevideo                    | 13   |
| 1998      | Rubén Sosa             | Nacional Montevideo                       | 13   |
| 1999      | Gabriel Álvez          | Nacional Montevideo                       | 24   |
| 2000      | Ernesto Chevantón      | Danubio FC                                | 33   |
| 2001      | Eliomar Marcón         | Defensor Sporting                         | 21   |
| 2002      | Germán Hornos          | Centro Atlético Fénix                     | 25   |
| 2003      | Alexander Medina       | Liverpool Montevideo                      | 22   |
| 2004      | Alexander Medina       | Nacional Montevideo                       | 26   |
| 2004      | Carlos Bueno           | Peñarol Montevideo                        | 26   |
| 2005      | Pablo Granoche         | Miramar Misiones                          | 16   |
| 2005/06   | Pedro Cardoso          | Rocha FC                                  | 17   |
| 2006/07   | Aldo Díaz              | Tacuarembó FC                             | 15   |
| 2007/08   | Richard Porta          | River Plate Montevideo                    | 19   |
| 2007/08   | Christian Stuani       | Danubio FC                                | 19   |
| 2008/09   | Liber Quiñones         | Racing                                    | 12   |
| 2008/09   | Antonio Pacheco        | Peñarol Montevideo                        | 12   |
| 2009/10   | Antonio Pacheco        | Peñarol Montevideo                        | 22   |
| 2010/11   | Santiago García        | Nacional Montevideo                       | 23   |
| 2011/12   | Richard Porta          | Nacional Montevideo                       | 17   |
| 2012/13   | Juan Manuel Olivera    | Peñarol Montevideo                        | 18   |
| 2013/14   | Héctor Acuña           | CA Cerro                                  | 20   |
| 2014/15   | Iván Alonso            | Nacional Montevideo                       | 22   |
| 2015/16   | Junior Arias           | Liverpool Montevideo                      | 19   |
| 2015/16   | Gastón Rodríguez       | Montevideo Wanderers                      | 19   |
| 2016      | Pablo Silva            | Club Social y Deportivo Villa Española    | 8    |
| 2016      | Gabriel Fernández      | Racing Club de Montevideo                 | 8    |
| 2017      | Cristian Palacios      | Montevideo Wanderers / Peñarol Montevideo | 29   |
| 2018      | Gonzalo Bergessio      | Nacional Montevideo                       | 17   |
| 2019      | Juan Ignacio Ramírez   | Liverpool Montevideo                      | 24   |
| 2020      | Gonzalo Bergessio      | Nacional Montevideo                       | 25   |
| 2021      | Maximiliano Silvera    | Club Sportivo Cerrito                     | 22   |
| 2022      | Thiago Borbas          | River Plate Montevideo                    | 18   |
| 2023      | Juan Ignacio Ramírez   | Nacional Montevideo                       | 19   |
| 2024      | Leonardo Fernández     | Peñarol Montevideo                        | 16   |

Quellen: